# Спасская Полисть (станция)
Спа́сская Поли́сть — железнодорожная станция на линии Чудово-Московское — Великий Новгород. По характеру работы является промежуточной, по объёмам работы отнесена к V классу. Расположена в 1 км к западу от одноимённой деревни Спасская Полисть Чудовского района Новгородской области.

## Пригородное сообщение
Через станцию с остановкой по ней проходит одна пара электропоезда № 6925/6926 сообщением Санкт-Петербург — Новгород-на-Волхове — Обухово (выходного дня), а также скорые пригородные поезда "Ласточка" 7101/7102, 7103/7104 Санкт-Петербург — Новгород-на-Волхове — Санкт-Петербург (ежедневно).

### Расписание электропоездов
- Расписание электропоездов на сайте СЗППК
- Расписание пригородных поездов. Яндекс.Расписания.
- Расписание пригородных поездов на tutu.ru